# Paddy Breathnach
Paddy Breathnach est un réalisateur et producteur de cinéma irlandais, né en 1964.

## Filmographie

### En tant que réalisateur
- 1994 : Ailsa
- 1995 : The Long Way Home
- 1997 : Irish Crime (I Went Down)
- 2001 : Coup de peigne (Blow Dry)
- 2004 : Man About Dog
- 2006 : Mush (Shrooms)
- 2008 : Freakdog
- 2012 : An oíche a gineadh m'athair
- 2015 : Viva

### En tant que producteur
- 1999 : Southpaw : The Francis Barrett Story de Liam McGrath
- 2002 : Ape de Rory Bresnihan
- 2005 : The Mighty Celt de Pearse Elliott

### En tant que réalisateur de seconde équipe
- 2000 : Saltwater de Conor McPherson

## Récompenses
- 1998 : Prix Silver Precolumbian Circle au Festival de Bogota pour Irish Crime
- 1997 : Prix du Meilleur Jeune Réalisateur et Prix du Jury au Festival de San Sebastián pour Irish Crime
- 1997 : Prix FIPRESCI pour Irish Crime
- 1997 : Prix du Meilleur Réalisateur au Festival international du film de Thessalonique 1997 pour Irish Crime
- 1994 : Prix du Meilleur Premier Film au Festival de San Sebastian pour Ailsa

## Sources
1. ↑  www.wsws.org